# Raión de Just
Raión de Just (en ucraniano: Хустський район) es un raión o distrito de Ucrania en el óblast de Zakarpatia. La capital es la ciudad de Just.
Comprende una superficie de 3180,3 km².

## Demografía
Según estimación 2010 contaba con una población total de 96960 habitantes.

## Otros datos
El código KOATUU fue 2125300000. El código postal 90409 y el prefijo telefónico +380 3142.